# Johann Fritz (Klavierbauer)
Johann Peter Fritz (* 18. oder 19. Jahrhundert; † 1834 in Wien) war einer der angesehensten Wiener Klavierbauer. Seine Klaviere waren für ihre gute Qualität und ihren Wohlklang bekannt. Da Giuseppe Verdi die Klaviere von Johann Fritz sehr schätzte, bespielte er in den Jahren 1851 (Rigoletto) bis 1871 (Aida) einen Wiener Hammerflügel mit sechs Pedalen von Fritz, der in der Villa Verdi, dem Wohnsitz des Komponisten in der italienischen Provinz Piacenza, ausgestellt ist.
Hammerflügel von Fritz sind in diversen Museen wie dem Museum für Musikinstrumente in Mailand, dem Museum of Fine Arts in Boston und der Finchcocks Charity für musikalische Ausbildung in Tunbridge Wells, Kent zu finden. Für die Universität Regensburg in Deutschland baute Paul McNulty eine Kopie eines Hammerflügels von Johann Fritz.
Nach dem Tod von Johann Fritz 1834 in Wien führte dessen Sohn Joseph die Firma weiter. Nach 1837 verlegte er seine Werkstatt nach Graz.

## Aufnahme
- Anneke Scott, Steven Devine. Ludwig van Beethoven. Beyond Beethoven: Works for natural horn and fortepiano. Hammerflügel von Johann Fritz.